# Universidade Walla Walla
A Universidade Walla Walla é uma universidade privada vinculada à Igreja Adventista do Sétimo Dia em College Place, Washington. A universidade possui cinco campi em todo o noroeste do Pacífico e foi fundada em 1892.
A universidade tem uma matrícula anual de cerca de 1.700 alunos. É credenciada pela Comissão Noroeste de Faculdades e Universidades e também é credenciada denominacionalmente. A Universidade Walla Walla oferece mais de 100 áreas de estudo, incluindo cursos pré-profissionais e quatro programas de pós-graduação.

## Histórico
Em 1887, o pastor WW Prescott tornou-se o primeiro secretário de educação da Associação Geral dos Adventistas do Sétimo Dia. Ele notou que as escolas adventistas do sétimo dia estavam abrindo em muitos lugares sem um plano de sucesso a longo prazo, e decidiu encorajar essas novas escolas adventistas a se consolidarem em instituições regionais maiores que teriam melhores chances de sobrevivência. Em 1890, Prescott visitou o noroeste do Pacífico e pediu que as três escolas adventistas que lá se localizavam, se fundissem. Depois de vencer a oposição local, as escolas adventistas em Coquille, Portland, e Milton, todas no Oregon, concordaram em se fundir. Um comitê optou por colocar a nova escola em 40 acres de terreno localizados a oeste de Walla Walla, Washington, que foram doados para a escola. A nova escola foi inaugurada em 7 de dezembro de 1892, chamada Walla Walla College, e Prescott foi nomeado o primeiro presidente. No entanto, Prescott também era presidente de duas outras instituições na época, então Edward A. Sutherland, o diretor, assumiu a gestão das atividades diárias da escola e acabou se tornando o segundo presidente da faculdade.
A partir de sua inauguração, o Walla Walla College ofereceu todo o ensino desde o ensino fundamental até os dois primeiros anos de faculdade; o total de matrículas foi de 101, com seis professores. Todas as aulas aconteciam no prédio administrativo de quatro andares, deliberadamente construído para que pudesse ser visto da cidade de Walla Walla. Sutherland concentrou-se em seguir os conselhos da profetisa adventista Ellen G. White tão fielmente quanto possível, e sob sua direção a escola tornou-se a primeira a oferecer uma dieta exclusivamente vegetariana. Da mesma forma, ele enfatizou o trabalho manual para os alunos. Inicialmente as finanças da escola eram instáveis, mas o trabalho manual dos alunos acabou por proporcionar rendimento suficiente para estabilizar as finanças da escola. A primeira formatura da escola foi realizada em 1896; quando três alunos se formaram.
Em 1919, um incêndio destruiu o último andar do prédio administrativo da escola. Na década de 1920, o Walla Walla College buscou o credenciamento para seu programa universitário, recebendo o credenciamento para os dois primeiros anos de seu programa universitário e também obtendo o credenciamento para seu programa de treinamento de professores. No entanto, o colégio encontrou oposição da igreja em sua busca pelo credenciamento e suspendeu sua aplicação. Durante este período, o OPS e o AGA (clubes dormitórios) foram fundados, o Johnson Music Conservatory foi construído e um incêndio queimou o dormitório feminino. Na década de 1930, o Walla Walla College buscou novamente o credenciamento e, em 1935, recebeu o credenciamento para seu programa universitário completo; neste mesmo ano, a escola secundária separou-se da faculdade e tornou-se Walla Walla Valley Academy, deixando a escola estritamente uma faculdade. Nessa época, o Walla Walla College era o maior colégio adventista do sétimo dia do mundo. O sucesso de Walla Walla, entretanto, levou a novos conflitos com a igreja, quando vários professores de teologia foram demitidos em 1938 e o presidente da faculdade foi forçado a renunciar.
A escola em pouco tempo de funcionamento comemorou uma série de marcos importantes. Em 1895, a escola se tornou a primeira instituição adventista a permitir que um conjunto de metais tocasse durante os cultos da igreja. Em 1899, foi inaugurada a primeira padaria universitária. Em 1901, o Walla Walla College foi incorporado. Em 1905, Marion E. Cady tornou-se o oitavo presidente da escola e, sob sua liderança, a escola expandiu suas ofertas de cursos universitários para um programa universitário completo de quatro anos; em 1909, a faculdade celebrou seu primeiro bacharelado. Cady também estabilizou as finanças da escola, o que resultou no pagamento de sua dívida pela faculdade em 1909. Porém, no ano de 1910 a escola sofreu o primeiro de muitos incêndios, quando uma usina pegou fogo. Em 1911, Ernest Kellogg assumiu a presidência e, sob sua liderança, o programa acadêmico da faculdade foi fortalecido ainda mais; as aulas do ensino fundamental e médio foram transferidas para prédios separados, e a escola recebeu credenciamento da Universidade de Washington em 1913 para o validação do seu ensino médio; nesse mesmo ano, as matrículas chegaram a 400 alunos. Kellogg desenhou o selo da escola e, sob a gestão de Kellogg, o primeiro anuário foi publicado, o primeiro jornal estudantil foi publicado, a associação estudantil foi fundada e a associação de ex-alunos foi criada. O primeiro ginásio escolar foi inaugurado quando Kellogg se aposentou em 1917; o atual prédio do refeitório leva o seu nome.
Em 1939, foi inaugurado o Columbia Auditorium, um popular local de artes cênicas. Na década de 1940, uma série de desenvolvimentos importantes ajudaram a fundar alguns dos programas mais populares de Walla Walla. Um campo de aviação foi construído em 1942, o que levou ao início do programa de aviação de Walla Walla. Em 1944, foi concluído o atual prédio da biblioteca e, em 1947, foi construído o atual dormitório do residencial masculino. Em 1945, a vila que cresceu para apoiar a faculdade foi incorporada como cidade de College Place, Washington. Em 1947, a universidade abriu a primeira escola de engenharia na Igreja Adventista do Sétimo Dia, e o primeiro programa de educação física começou na mesma época. Também em 1947, a escola abriu seu primeiro campus satélite, quando iniciou sua escola de enfermagem no Sanatório de Portland, hoje Adventist Health Portland. Em 1948, foi oferecido o primeiro programa de mestrado da faculdade em Biologia, e o mestrado em Educação começou dois anos depois. Um segundo campus satélite foi inaugurado em 1954 em Rosario Beach, em Anacortes, Washington, para o programa de biologia marinha. O número de matrículas mais que dobrou nos anos do pós-guerra, atingindo 1.300 em 1950.
O crescimento desacelerou na década de 1960 à medida que a faculdade amadurecia. Uma igreja foi construída em 1962, a atual Igreja Universitária. A estação de rádio universitária, KGTS, começou a transmitir em 1963, como a primeira estação de rádio FM no Vale Walla Walla. Vários edifícios foram construídos no final da década. A faculdade também começou a liberalizar suas regras, permitindo às alunas mais liberdade na forma de se vestir, e também contratou sua primeira professora negra em tempo integral. Em 1971, a escola de engenharia da universidade foi credenciada.
Na década de 1970, a faculdade enfrentou dificuldades financeiras e várias indústrias universitárias foram fechadas, vendidas ou privatizadas em um esforço para manter as finanças da instituição sob controle. Para piorar a situação, um incêndio danificou o dormitório feminino e, em 1978, um incêndio queimou totalmente o Auditório Columbia. No entanto, as matrículas atingiram 2.000 em meados dessa década. Já na década de 1980, o WWC procurou ex-alunos para ajudarem financeiramente a escola, e um fundo de doações começou em 1987. Ainda em 1987, teve início o programa de pós-graduação em serviço social.
Na década de 2000, o edifício administrativo original foi condenado e demolido; para substituí-lo, foi construído um novo prédio administrativo, projetado para parecer o mais próximo possível do prédio administrativo original. Em 2007, a escola foi renomeada como Universidade Walla Walla devido ao status de longa data da escola como universidade. Hoje, as matrículas oscilam pouco menos de 2.000 alunos, atendidos por mais de 200 professores e funcionários, nos cinco campi da universidade.

## Presidentes
Ex-presidentes da Universidade Walla Walla:
- William Prescott (1892–1894)
- Edward A. Sutherland (1894–1897)
- Emmett J. Hibbard (1897–1898)
- Walter R. Sutherland (1898–1900)
- Edwin L. Stewart (1900–1902)
- Charles C. Lewis (1902–1904)
- Joseph L. Kay (1904–1905)
- Marion E. Cady (1905–1911)
- Ernest C. Kellogg (1911–1917)
- Walter I. Smith (1917–1930)
- John E. Weaver (1930–1933)
- William M. Landeen (1933–1938)
- George W. Bowers (1938–1955)
- Percy W. Christian (1955–1964)
- William H. Shephard (1964–1968)
- Robert L. Reynolds (1968–1976)
- N. Clifford Sorenson (1976–1985)
- H. J. Bergman (1985–1990)
- Niels-Erik Andreasen (1990–1994)
- W. G. Nelson (1994–2001)
- John C. Brunt (2001)
- N. Clifford Sorenson (2001–2002)
- Jon L. Dybdahl (2002–2006)
- John K. McVay (2006-2012)
- Steve Rose (2012)
- John K. McVay (2013–presente)

## Acadêmicos
A Universidade Walla Walla é credenciada pela Comissão Noroeste de Faculdades e Universidades e também pela Associação Adventista de Credenciamento. Algumas escolas e departamentos da UWW também são credenciados por agências específicas em suas áreas. A UWW tem autorização do estado de Washington e do estado de Oregon.
A UWW oferece programas pré-profissionais, graus de associado, bacharelado e mestrado. Os maiores programas de graduação são as escolas de enfermagem, engenharia, administração, biologia e educação.
A Universidade Walla Walla está administrativamente dividida em seis escolas e vários departamentos.

### Escola de Negócios
A escola de negócios oferece Bacharelado em Administração de Empresas, entre outros programas de bacharelado, e é credenciada pelo Conselho de Credenciamento de Escolas e Programas de Negócios. A escola emprega dez professores e atualmente funciona em Bowers Hall.

### Escola de Educação e Psicologia
A escola de educação e psicologia oferece bacharelado em educação e psicologia, além de mestrado em educação. Eles também trabalham com candidatos ao ensino médio que estão cursando especialização em sua área. A escola prepara os alunos para se formarem com um certificado de professor do Estado de Washington, mas também oferece a opção de receber um certificado de educação adventista. A escola emprega 16 professores e equipe de apoio e pode ser encontrada em Smith Hall.

### Escola de Engenharia Edward F. Cross
A Escola de Engenharia Edward F. Cross foi fundada em 1947 por Edward F. Cross, que deu nome à escola mais tarde. É a primeira escola de engenharia do sistema educacional adventista. É credenciado pela Comissão de Credenciamento de Engenharia da ABET desde 1971. A escola oferece Bacharelado em Engenharia com quatro concentrações possíveis: civil, mecânica, elétrica e informática; e também oferece especialização em bioengenharia. A escola emprega 12 professores em tempo integral e funciona no Pavilhão Chan Shun. A escola também patrocina um capítulo do Engenheiros Sem Fronteiras.

### Escola de Enfermagem
A escola de enfermagem foi fundada em 1947. É credenciado pela Comissão de Educação Colegiada em Enfermagem. A escola oferece Bacharelado em Enfermagem, que envolve dois anos de estudo no campus College Place, seguidos de dois anos de estudo no campus de enfermagem de Portland, onde os estudantes de enfermagem obtêm experiência na Adventist Health Portland

### Escola Wilma Hepker de Serviço Social e Sociologia
A escola de serviço social e sociologia oferece bacharelado, mestrado e doutorado em serviço social e especialização em sociologia. Fundada em 1975 por Wilma Hepker, a escola é credenciada pelo Conselho de Educação em Serviço Social desde 1980 e opera campi satélites em Billings e Missoula, em Montana, para seu programa de mestrado.

### Escola de Teologia
A escola de teologia é um dos programas mais antigos da Universidade Walla Walla. Oferece especializações em teologia, religião e línguas bíblicas. Empregou vários teólogos adventistas do sétimo dia importantes ao longo de sua história, incluindo Alden Thompson; e formou outros, incluindo Charles Scriven. Emprega nove professores e pode ser encontrado dentro do prédio administrativo da Universidade Walla Walla.

### Outros programas
O Departamento de Ciências Biológicas da Universidade Walla Walla é um de seus programas mais populares e é importante para a universidade devido ao funcionamento do Campus Marinho de Rosario Beach, além de ser o programa de mestrado mais antigo da universidade. Além disso, o departamento de música é historicamente importante para a Universidade Walla Walla como um de seus primeiros programas de bacharelado.

## Campi
A Universidade Walla Walla possui cinco campi. Eles estão localizados em Washington, Oregon e Montana.

### Campus principal do College Place
O primeiro campus da Universidade Walla Walla continua sendo seu campus central. Localizado nos arredores de Walla Walla, Washington, o campus tinha inicialmente 40 acres antes de ser expandido para os atuais 83 acres, além do total de 592 acres na área local. A cidade de College Place, Washington, surgiu logo após a fundação do campus em 1892 para apoiar os estudantes e trabalhadores da universidade. Quase todo o programa de graduação da Universidade Walla Walla está localizado neste campus, e o programa de pós-graduação em educação também está localizado neste campus. O edifício mais antigo do campus é o Village Hall, construído em 1920 como a igreja universitária original; hoje, é usado para realizar produções teatrais, e o centro de desenvolvimento estudantil funciona em seu porão. Outros edifícios antigos no campus incluem Bowers Hall (1924), que atualmente abriga a School of Business; e Conard Hall (1934), um dos dormitórios femininos. O campus inclui o Martin Airfield, inaugurado em 1942 para o departamento de aviação; e KGTS, a estação de rádio do campus, que dirige a rede Positive Life Radio que opera em Washington, Oregon e Idaho.

### Campus de enfermagem de Portland
A Escola de Enfermagem opera um campus em Portland, Oregon, adjacente à Adventist Health Portland, onde estudantes de enfermagem do terceiro e quarto anos completam seu estágio. Inaugurado em 1947, o campus inclui um pequeno dormitório para estudantes de enfermagem, denominado Hansen Hall.

### Laboratório Marinho da Praia do Rosário
O departamento de Biologia opera um campus de 40 acres em Rosario Beach, próximo a Anacortes, Washington . O campus funciona durante o verão, oferecendo cursos de biologia e biologia marinha. O campus também oferece cursos de mergulho. O campus foi adquirido em 1954.

### Campi de Montana
A escola de serviço social e sociologia opera dois campi em Montana, em Missoula e Billings, em apoio ao seu programa de pós-graduação em serviço social. O campus Missoula foi inaugurado em 1997, e o campus Billings foi inaugurado em 2001.

## Governo estudantil
Os Estudantes Associados da Universidade Walla Walla (ASWWU) foram fundados em 1914 como Associação Colegiada. Eles foram renomeados como ASWWC em 1922 e só mudaram de nome uma vez desde então, para corresponder à mudança de nome da escola de faculdade para universidade em 2007. Eles publicaram o anuário escolar, Mountain Ash, começando em 1915 como Western Collegian, e desde 1917 sob o título atual. Eles publicaram o jornal escolar, The Collegian, publicado com esse título desde 1916. ASWWU também publica o diretório escolar, The Mask, desde 1954.
Omicron Pi Sigma (OPS) é o clube dormitório masculino; foi fundado em 1927. É responsável por organizar o jogo anual de mud bowl - uma partida de futebol disputada em um poço de lama - bem como a hora amadora. Aleph Gamel Ain (AGA) é o clube dormitório feminino; foi fundado em 1928. É responsável por organizar o fim de semana anual da AGA no Dia das Mães, quando as mães são convidadas a visitar as filhas na universidade. Os alunos que moram fora do campus fazem parte do Village Club.

## Atletismo
As equipes atléticas de Walla Walla são chamadas de Lobos. A universidade é membro da Associação Nacional de Atletismo Intercolegial (NAIA), competindo principalmente na Cascade Collegiate Conference (CCC) desde o ano acadêmico de 2015–16. Os Lobos competiram anteriormente como NAIA Independentes na Associação de Instituições Independentes (AII) de 2008–09 a 2014–15, e na Pacific Northwest College Conference (PNCC) de 1994–95 a 1999–2000. Eles também foram membros da Associação Atlética Colegiada dos Estados Unidos (USCAA) de 2004–05 a 2012–13; e na National Christian College Athletic Association (NCCAA) de 1997–98 a 2007–08.
Walla Walla compete em oito esportes universitários intercolegiais: os esportes masculinos incluem basquete, cross country, golfe e futebol; enquanto os esportes femininos incluem basquete, cross country, golfe e vôlei.

### Esportes de clube
Extraoficialmente, Walla Walla também era afiliado a um time masculino de hóquei no gelo, chamado Wolfpack.

## Ministérios Universitários
O Gabinete do Capelão da universidade inclui departamentos de Ministérios Universitários e Missões Estudantis.

### Missões Estudantis
Embora os estudantes da Universidade Walla Walla tenham se envolvido no trabalho missionário desde o início, o moderno programa de Missões Estudantis da Universidade Walla Walla começou em 1960, quando eles enviaram seus primeiros estudantes missionários ao exterior. Hoje, a Universidade Walla Walla envia entre 50 e 90 estudantes missionários (SMs) a cada ano, para locais ao redor do mundo. Muitas escolas adventistas do sétimo dia na Micronésia são administradas principalmente por estudantes missionários da Universidade Walla Walla.

## Pessoas notáveis
Ex-alunos da WWU incluem empresários como Jeri Ellsworth, Peter Adkison e Forrest Preston, a ornitóloga Pamela C. Rasmussen, o oftalmologista e ganhador da Ordem do Canadá Howard Gimbel, o teólogo Alden Thompson e o ex -vice-governador de Guam Michael Cruz.